# Guillaume de La Boissière de Chambors
Guillaume de La Boissière, comte de Chambors, né à Paris le 28 juillet 1666, mort en avril 1742, est un historien français.

## Biographie
Fils de Guillaume de La Boissière de Chambors (1633-1715), lieutenant des Cent-Suisses de la garde du roi, et de Marguerite Sévin de Miramyon sa première femme, Chambors fut mis, dès l’âge de trois ans, dans une pension où l’on élevait un petit nombre d’enfants, suivant la méthode dont Montaigne raconte qu’on s’était servi à son égard : on y apprenait le latin par le seul usage de cette langue, et toute autre était interdite à ceux qui approchaient de ces enfants.
Lorsque Chambors en sortit en 1676, au bout de six ans, pour entrer en quatrième au collège du Plessis, le rare avantage d’avoir eu, en quelque sorte, le latin comme langue maternelle le mit fort au-dessus de tous les autres élèves. Après avoir achevé toutes ses études avec succès, il fut admis dans la société de l’hôtel de Soissons, où la princesse de Carignan et la duchesse de Nemours réunissaient un nombre choisi de personnes de qualité et de gens de lettres. Ce fut là qu’il contracta une liaison intime avec le prince Eugène. Ils conversaient ordinairement ensemble en langue latine. Chambors entra dans les mousquetaires, fit plusieurs campagnes de 1688, et obtint une compagnie dans le régiment colonel-général, à la tête de laquelle il servit en Allemagne sur la fin de cette guerre, et en Italie pendant toute celle de 1701.
Chambors avait su concilier les devoirs de son état avec l’étude des belles-lettres, auxquelles il ne cessait de se livrer au milieu des travaux de la guerre. Lorsque la paix eut laissé un champ plus libre à son goût pour les sciences, il fit de l’histoire son étude favorite. En 1721, il fut nommé membre associé de l’Académie des inscriptions et belles-lettres. Le sujet de son discours de réception fut la considération que les anciens Germains avaient pour les femmes de leur nation. Il lut plusieurs dissertations, où il répand la lumière sur plusieurs passages des écrivains grecs et latins. l’étendue de ses connaissances est attestée par son Éclaircissement chronologique sur le jour auquel Pompée sortit de Brunduse et de l’Italie lors de la guerre civile, et ses Recherches sur la vie de Titus Labiénus.
Doué d’une mémoire étonnante, Chambors, qui joignait à un goût particulier pour l’étude des mœurs simples et austères, une âme ferme et indépendante, fut emporté par une hydropisie de poitrine.

## Sources
- Louis-Mayeul Chaudon, Dictionnaire universel, historique, critique, et bibliographique, t. 4, Paris, Mame frères, 1810, p.  241.